# Notoperlopsis
Notoperlopsis is een geslacht van steenvliegen uit de familie Gripopterygidae. De wetenschappelijke naam van het geslacht is voor het eerst geldig gepubliceerd in 1963 door Illies.

## Soorten
Notoperlopsis omvat de volgende soorten:
- Notoperlopsis femina Illies, 1963